# Championnats d'Europe de skeleton
Les Championnats d'Europe de skeleton sont organisés depuis 1981 pour les hommes, 2003 pour les femmes. Il n'y a pas eu de titres de championnats d'Europe entre 1989 et 2002.
Le letton Martins Dukurs détient le record absolu de titres avec 11 victoires consécutives en 2010 et 2020, tandis que chez les femmes le record est détenu par l'allemande Anja Huber et l'autrichienne Janine Flock avec 4 titres.

## Palmarès

### Hommes
| Année     | Lieu               | Or                           | Argent               | Bronze               |                    |
| --------- | ------------------ | ---------------------------- | -------------------- | -------------------- | ------------------ |
| 2025      | Lillehammer        | Samuel Maier                 | Marcus Wyatt         | Axel Jungk           |                    |
| 2024      | Sigulda            | Marcus Wyatt                 | Matt Weston          | Felix Keisinger      |                    |
| 2023      | Altenberg          | Matt Weston                  | Christopher Grotheer | Axel Jungk           |                    |
| 2022      | Saint-Moritz       | Martins Dukurs               | Alexander Gassner    | Christopher Grotheer |                    |
| 2021      | Winterberg         | Alexander Tretiakov          | Martins Dukurs       | Alexander Gassner    |                    |
| 2020      | Sigulda            | Martins Dukurs               | Tomass Dukurs        | Felix Keisinger      |                    |
| 2019      | Igls               | Martins Dukurs               | Axel Jungk           | Alexander Tretiakov  |                    |
| 2018      | Igls               | Martins Dukurs               | Nikita Tregubov      | Axel Jungk           |                    |
| 2017      | Winterberg         | Martins Dukurs               | Tomass Dukurs        | Alexander Tretiakov  |                    |
| 2016      | Saint-Moritz       | Martins Dukurs Tomass Dukurs | Non attribuée        | Nikita Tregubov      |                    |
| 2015      | La Plagne          | Martins Dukurs               | Alexander Tretiakov  | Tomass Dukurs        |                    |
| 2014      | Königssee          | Martins Dukurs               | Tomass Dukurs        | Frank Rommel         |                    |
| 2013      | Igls               | Martins Dukurs               | Alexander Tretiakov  | Tomass Dukurs        |                    |
| 2012      | Altenberg          | Martins Dukurs               | Tomass Dukurs        | Alexander Kröckel    |                    |
| 2011      | Winterberg         | Martins Dukurs               | Sergey Chudinov      | Alexander Tretiakov  |                    |
| 2010      | Igls               | Martins Dukurs               | Frank Rommel         | Alexander Tretiakov  |                    |
| 2009      | Saint-Moritz       | Frank Rommel                 | Kristan Bromley      | Gregor Stähli        |                    |
| 2008      | Cesana Pariol      | Kristan Bromley              | Sebastian Haupt      | Adam Pengilly        |                    |
| 2007      | Königssee          | Alexander Tretiakov          | Markus Penz          | Tomass Dukurs        |                    |
| 2006      | Saint-Moritz       | Gregor Stähli                | Frank Rommel         | Markus Penz          |                    |
| 2005      | Altenberg          | Kristan Bromley              | Frank Kleber         | Matthias Biedermann  |                    |
| 2004      | Altenberg          | Kristan Bromley              | Gregor Stähli        | Frank Kleber         |                    |
| 2003      | Saint-Moritz       | Walter Stern                 | Gregor Stähli        | Florian Grassl       |                    |
| 1989-2003 | Pas de compétition | Pas de compétition           | Pas de compétition   | Pas de compétition   | Pas de compétition |
| 1988      | Winterberg         | Alain Wicki                  | Andi Schmid          | Franz Plangger       |                    |
| 1987      | Sarajevo           | Andi Schmid                  | Christian Auer       | Alain Wicki          |                    |
| 1986      | Saint-Moritz       | Nico Baracchi                | Andi Schmid          | Erich Graf           |                    |
| 1985      | Sarajevo           | Nico Baracchi                | Andi Schmid          | Urs Vescoli          |                    |
| 1984      | Winterberg         | Nico Baracchi                | Andi Schmid          | Fred Martini         |                    |
| 1983      | Igls               | Alain Wicki                  | Gert Elsässer        | Nico Baracchi        |                    |
| 1982      | Königssee          | Gert Elsässer                | Frank Kleber         | Maurizio David       |                    |
| 1981      | Igls               | Gert Elsässer                | Christian Mark       | Antonio Morelli      |                    |

### Femmes
| Année | Lieu          | Or                 | Argent             | Bronze                    |
| ----- | ------------- | ------------------ | ------------------ | ------------------------- |
| 2025  | Lillehammer   | Janine Flock       | Amelia Coltman     | Kimberley Bos             |
| 2024  | Sigulda       | Kim Meylemans      | Hannah Neise       | Amelia Coltman            |
| 2023  | Altenberg     | Tina Hermann       | Janine Flock       | Susanne Kreher            |
| 2022  | Saint-Moritz  | Kimberley Bos      | Janine Flock       | Valentina Margaglio       |
| 2021  | Winterberg    | Elena Nikitina     | Tina Hermann       | Janine Flock              |
| 2020  | Sigulda       | Elena Nikitina     | Marina Gilardoni   | Janine Flock              |
| 2019  | Igls          | Janine Flock       | Elena Nikitina     | Jacqueline Lölling        |
| 2018  | Igls          | Elena Nikitina     | Jacqueline Lölling | Janine Flock              |
| 2017  | Winterberg    | Jacqueline Lölling | Janine Flock       | Tina Hermann              |
| 2016  | Saint-Moritz  | Janine Flock       | Tina Hermann       | Marina Gilardoni          |
| 2015  | Igls          | Elizabeth Yarnold  | Janine Flock       | Rose McGrandle            |
| 2014  | Königssee     | Janine Flock       | Shelley Rudman     | Sophia Griebel Anja Huber |
| 2013  | Igls          | Elena Nikitina     | Janine Flock*      | Anja Huber*               |
| 2012  | Altenberg     | Anja Huber         | Katharina Heinz    | Shelley Rudman            |
| 2011  | Winterberg    | Shelley Rudman     | Anja Huber         | Amy Williams              |
| 2010  | Igls          | Anja Huber         | Kerstin Szymkowiak | Shelley Rudman            |
| 2009  | Saint-Moritz  | Shelley Rudman     | Marion Trott       | Maya Pedersen             |
| 2008  | Cesana Pariol | Anja Huber         | Svetlana Trunova   | Kerstin Jürgens           |
| 2007  | Königssee     | Anja Huber         | Maya Pedersen      | Julia Eichhorn            |
| 2006  | Saint-Moritz  | Maya Pedersen      | Shelley Rudman     | Tanja Morel               |
| 2005  | Altenberg     | Kerstin Jürgens    | Maya Pedersen      | Diana Sartor              |
| 2004  | Altenberg     | Diana Sartor       | Kerstin Jürgens    | Steffi Jacob              |
| 2003  | Saint-Moritz  | Monique Riekewald  | Diana Sartor       | Tanja Morel               |

*Après disqualification rétrospective de la Russe Maria Orlova, initialement deuxième.